# Mutiny de la Nouvelle-Angleterre
Pour les articles homonymes, voir Mutiny.
Maillots
Le Mutiny de la Nouvelle-Angleterre (New England Mutiny en anglais) est une équipe professionnelle de soccer féminin américain dans l'État du Massachusetts. Le club évolue dans la WPSL Elite Leaque (1er niveau dans la hiérarchie du soccer féminin aux États-Unis) . Les couleurs du club sont le blanc et le noir.
Les matchs à domicile sont joués au Harmon Smith Stadium (capacité de 2,500 sièges) situé sur le campus du Agawam High School dans la petite ville de Agawam, à 8 kilomètres de Springfield.
Le Mutiny a une organisation sœur, le New England Mutiny Reserves qui joue dans la Women's Premier Soccer League (2e niveau dans le soccer féminin américain).

## Histoire
L'organisation du New England Mutiny est fondée en 1999 mais l'équipe porte le nom des  Springfield Sirens. En 1999 l'équipe fait ses débuts dans la ligue 2 de la W-League. Avec un fiche de 9-3-0, l'équipe termine la saison au 1er rang de la Division Nord et se rend en finale de championnat pour être défaite 5-1 par North Texas Heat
Lors de la saison 2000, les Springfield Sirens remportent le titre de leur division et le championnat national de la W-League en ligue 2. Ceci en défaisant Charlotte Lady Eagles 2-1 en finale. Sue Woodson (alors élue la défenseure de l'année dans la ligue 2) marque le but gagnant avec un tir puissant dans le côté droit du filet.
Après avoir remporté ce titre, la direction du club fait une demande pour obtenir une franchise dans la ligue rivale, la Women's Premier Soccer League (WPSL). La WPSL accepte et les Springfield Sirena changent leur nom pour celui de New England Mutiny.
La saison inaugurale de l'équipe dans la WPSL se déroule en 2002 dans la Conférence de l'Est. Le Mutiny termine au deuxième rang. Par la suite, le Mutiny remporte le titre de la Conférence de l'Est lors des saisons 2003, 2004, 2005, 2007 et 2008. Lors des séries éliminatoires, le Mutiny se rend en finale nationale en 2004 et en 2007. Cependant l'équipe n'a jamais décroché un titre de championnat WPSL.
Après la cessation des activités de la Women's Professional Soccer, la direction du New England Mutiny annonce que l'équipe sera en compétition dans la Ligue WPSL Elite pour la saison 2012. Cette nouvelle ligue de la Women's Premier Soccer League regroupe pour la saison 2012 trois clubs de l'ancienne Women's Professional Soccer avec quelques-uns des meilleurs clubs de la WPSL.

## Parcours de l'équipe
| Année | Ligue                                                   | conférence          | Division             | Saisons régulières                                                    | Séries éliminatoires                                                         |
| ----- | ------------------------------------------------------- | ------------------- | -------------------- | --------------------------------------------------------------------- | ---------------------------------------------------------------------------- |
| 1999  | USL W-League                                            | Lique 2             | Division du Nord     | Termine au 1er rang de sa division                                    | Finaliste au Championnat de la ligue                                         |
| 2000  | USL W-League                                            | ligue 2             | Division du Nord     | Termine au 1er rang de sa division                                    | Remporte le championnat de la Ligue 2                                        |
| 2001  | Année de construction de l'équipe pour l'entrée en WPSL |                     |                      |                                                                       |                                                                              |
| 2002  | WPSL                                                    | Conférence de l'est | Division du Nord     | Termine au 2e rang de sa division                                     | Éliminé en finale de conférence                                              |
| 2003  | WPSL                                                    | Conférence de l'Est | Division du Nord     | Termine au 2e rang de sa division                                     | Remporte le titre de conférence mais éliminé en semi-finale (3e de la ligue) |
| 2004  | WPSL                                                    | Conférence de l'Est | Division du Nord     | Termine au 1er rang de sa division et remporte le titre de conférence | Finaliste du Championnat WPSL                                                |
| 2005  | WPSL                                                    | Conférence de l'Est | Division du Nord     | Termine au 1er rang de sa division et remporte le titre de conférence | Éliminé en Demi-finale (3e de la ligue)                                      |
| 2006  | WPSL                                                    | Conférence de l'Est | Division du Nord     | Termine au 3e rang de sa division                                     | Ne se qualifie pas                                                           |
| 2007  | WPSL                                                    | Conférence de l'Est | Division du Nord     | Termine au 1er rang de sa division et remporte le titre de conférence | Finaliste du Championnat WPSL                                                |
| 2008  | WPSL                                                    | Conférence de l'Est | Division du Nord     | Termine au 2e rang de sa division                                     | Remporte le titre de conférence mais éliminé en semi-finale (3e de la ligue) |
| 2009  | WPSL                                                    | Conférence de l'Est | -------------------- | Termine au 8e rang du classement                                      | Ne se qualifie pas                                                           |
| 2010  | WPSL                                                    | Conférence de l'Est | Division Nord-Est    | Termine 3e de sa division                                             | Ne se qualifie pas                                                           |
| 2011  | WPSL                                                    | Conférence de l'Est | Division Nord-Est    | Termine au 4 rang de sa division                                      | Éliminé en quart-de-finale                                                   |
| 2012  | WPSL Elite League                                       |                     |                      | Termine au 5e rang du classement                                      | Ne se qualifie pas                                                           |

## Honneurs de l'équipe
- WPSL Eastern Conference Champions 2008
- WPSL Eastern Conference Champions 2007
- WPSL Northeast Division Champions 2007
- WPSL Eastern Conference Champions 2005
- WPSL Northeast Division Champions 2005
- WPSL Eastern Conference Champions 2004
- WPSL Northeast Division Champions 2004
- WPSL Eastern Conference Champions 2003
- USL W-League Champions 2000
- USL W-League Northern Division Champions 2000
- USL W-League Northern Division Champions 1999

### Ancien entraineur-chef
- Lauren Molinaro 2011–2012[10]
- Tony Horta 2007–2010
- Chris LeGates 2002–2006 (et entraîneur-chef intérimaire en 2012)